# مسمومیت با نمک
مسمومیت با نمک (به انگلیسی: Salt poisoning) در اثر مصرف بیش از حد سدیم (معمولا به‌صورت سدیم کلرید) به شکل جامد یا محلول (آب شور، آب‌نمک، آب لب‌شور یا آب دریا) ایجاد می‌شود. دوز کشندهٔ نمک خوراکی تقریباً ۰٫۵ تا ۱ گرم به ازای هر کیلوگرم وزن بدن است.
در پزشکی مسمومیت با نمک بیشتر در نوزادان و کودکان دیده می‌شود که ممکن است مجبور به مصرف بیش از اندازهٔ نمک شده باشند. تا کنون حداقل یک مورد از قتل کودک بستری‌شده در بیمارستان بر اثر مسمومیت با نمک گزارش شده‌است.
مصرف بیش از حد نمک در بزرگسالان می‌تواند در اثر نوشیدن آب دریا یا سس سویا باشد. مسمومیت با نمک در تعدادی از بزرگسالان دارای مشکلات روانی نیز دیده شده‌است.
مسمومیت با نمک می‌تواند بیشتر گونه‌های جانوری را تحت تأثیر قرار دهد، هر چند در خوک، گاو و طیور شایع‌تر است.

## علائم و فیزیولوژی
مسمومیت با نمک معمولاً منجر به احساس گیجی و بی‌قراری می‌شود. درجات شدیدتر مسمومیت می‌تواند باعث تشنج و کما شود. در صورتی که اقدامات پزشکی صورت نگیرد، ممکن است منجر به مرگ شود. به‌طور کلی این علائم پیامد هایپرناترمی (سطح بالا و غیرطبیعی سدیم در خون) هستند.
مصرف زیاد نمک در مراحل اولیه باعث احساس تشنگی شدید و به‌دنبال آن ضعف، تهوع و از دست دادن اشتها می‌شود. سپس علائم شدیدتری از جمله گیجی، انقباض عضلانی و خونریزی در داخل یا اطراف مغز ایجاد می‌شود. مرگ ناشی از تورم مغز در برابر جمجمه است.
مصرف تصادفی مقادیر کم‌ آب‌ دریای تمیز، مضر نیست؛ به‌خصوص اگر آب دریا همراه با مقدار بیشتری آب شیرین مصرف شود. با این حال، نوشیدن آب دریا برای حفظ هیدراتاسیون اثر معکوس دارد. برای دفع نمک اضافی باید مقدار آب بیشتری نسبت به آب دریای نوشیده شده، از بدن (از طریق ادرار) دفع شود.